# Heliotropium margaritense
Heliotropium margaritense là loài thực vật có hoa trong họ Mồ hôi. Loài này được Hassl. ex I.M.Johnst. mô tả khoa học đầu tiên năm 1928.